# گروه سینمایی هنر و تجربه
گروه سینمایی هنر و تجربه یک گروه سینمایی ایرانی است که با در اختیار داشتن تعدادی سالن نمایش سعی دارد با اکران فیلم‌های غیرتجاری دانش سینمایی تماشاگران و کیفیت هنری سینمای ایران را ارتقا بدهد.

## تاریخچه
این گروه سینمایی از ۱۳ مهر ۱۳۹۳ با چهار سالن سینما در تهران و یک سالن در پردیس سینمایی هویزه مشهد، فعالیت خود را با عنوان مؤسسه هنر و تجربه و زیر نظر وزارت ارشاد آغاز نمود. کمبود مخاطب، نامنظم بودن سانس‌ها و سالن‌های نمایش‌دهنده فیلم، مخالفت تند سینماگران سینمای بدنه و کمبود امکانات تبلیغی در اواخر اسفند ماه ۱۴۰۰ منجر به تعطیل شدن این گروه شد. در اواخر سال ۱۴۰۰ (اسفندماه) محمد خزاعی، رئیس سازمان سینمایی اعلام کرد این گروه با ساختار و شکلی جدید و زیر نظر مرکز گسترش سینمای مستند و تجربی فعالیت خود را از سر خواهد گرفت و شش ماه پس از این اعلان از شهریور سال ۱۴۰۱ این گروه سینمایی فعالیت خود را با نمایش «تارا» به کارگردانی کاوه قهرمان به عنوان اولین فیلم در دوران بازگشایی‌اش آغاز کرد.

## فعالیت‌ها
شورای انتخاب
شورای انتخاب اکران فیلم‌های هنر و تجربه که با حکم مدیرعامل مرکز گسترش سینمای مستند و تجربی منصوب می‌شوند، با توجه به درخواست متقاضیان نمایش فیلم‌ها به برگزاری جلسات و انتخاب فیلم و برنامه‌ریزی برای نمایش در گروه سینمایی هنر و تجربه اقدام می‌کنند.
انتشار ماهنامه هنر و تجربه
این ماهنامه به بیان وضعیت و نگاه حاکم بر سینمای مستند و تجربی می‌پردازد.
جشن رونمایی فیلم‌های هنر و تجربه
گروه سینمایی هنر و تجربه با مراسمی تحت عنوان رونمایی برای فیلمهای تازه اکران، در پردیس سینمایی چارسو، اقدام به برگزاری رویدادی برای هنرمندان و جوانان علاقه‌مند به سینمای هنری کرده‌است. در این مراسم که با حضور دست‌اندرکاران ساخت فیلم‌ها، هنرمندان پیشکسوت و علاقه مندان برگزار می‌شود، مراسم رونمایی و اکران ویژه نیز صورت می‌گیرد.
در سری جدید اکران این گروه سینمایی مراسم رونمایی برای فیلم‌های تارا و درخت خاموش برگزار شده‌است.